# 고베 시립 오지동물원
고베 시립 오지동물원(일본어: 神戸市立王子動物園)은 일본 효고현 고베시에 위치한 동물원으로, 놀이공원과 붙어 있으며 대왕판다·북극곰·대형 고양이과 동물 등이 대표 전시 동물이다.